# روي دوترايس
روي دوترايس (بالإنجليزية: Roy Dotrice)‏ (و. 1923 – 2017 م) هو ممثل مسرحي، وممثل أفلام، وراوي كتب صوتية، وكاتب سيناريو، وممثل تلفزي بريطاني، ولد في غيرنزي، بدأ مشواره المهني سنة 1945، توفي في لندن، عن عمر يناهز 94 عاماً.

## التعليم
تعلم في الأكاديمية الملكية للفنون المسرحية، في تخصص تمثيل (حتى 1947)
.

## الخدمة العسكرية
خدم في سلاح الجو الملكي.

## جوائز وترشيحات
حصل على جوائز منها:
- جائزة توني لأفضل ممثل في مسرحية  [لغات أخرى]‏ (2000)
- جوائز الأكاديمية البريطانية للتلفزيون [الإنجليزية]‏
- Drama Desk Award [الإنجليزية]‏
- نيشان الامبراطورية البريطانية من رتبة ضابط

ترشح لـ:
جائزة توني لأفضل ممثل في مسرحية ‏ (1981).

## وصلات خارجية
- روي دوترايس على موقع IMDb (الإنجليزية)
- روي دوترايس على موقع روتن توميتوز (الإنجليزية)
- روي دوترايس على موقع ألو سيني (الفرنسية)
- روي دوترايس على موقع ميوزك برينز (الإنجليزية)
- روي دوترايس على موقع تيرنر كلاسيك موفيز (الإنجليزية)
- روي دوترايس على موقع أول موفي (الإنجليزية)
- روي دوترايس على موقع قاعدة بيانات برودواي على الإنترنت (الإنجليزية)
- روي دوترايس على موقع قاعدة بيانات الأفلام السويدية (السويدية)
- روي دوترايس على موقع قاعدة بيانات الفيلم (الإنجليزية)